# 日刊宮古
『日刊宮古』（にっかんみやこ）は、沖縄県宮古島の平良市（現・宮古島市）を発行拠点としていた地域新聞である。
宮古島において、『宮古毎日新聞』、『宮古新報』に次ぐ3紙目の地域新聞として1982年5月1日に創刊され、1992年3月3日の廃刊まで約10年にわたり発行された。通巻発行号数は、3379号。
創刊時から連載されていた4コマ漫画『Mr.ガラサ』は、同紙廃刊後の1994年に単行本化されている。
なお、同紙は現在、沖縄県立図書館本館及び宮古分館、沖縄国際大学南島文化研究所などで閲覧が可能である。